# Satra III
Satra III (nazwa pochodzi od bośniackich słów „SArajevski TRAmvaj”) – typ trójczłonowego, częściowo niskopodłogowego tramwaju, który powstał w wyniku modernizacji czechosłowackich tramwajów Tatra K2.

## Historia
Po dostawie w 1998 r. pierwszego tramwaju Satra II do Sarajewa, w 2001 r. podpisano umowę między sarajewskim przewoźnikiem oraz firmami Pars nova i Siemens na modernizację 32 tramwajów K2, z których powstało 25 wagonów Satra II i 12 typu Satra III. Pierwszy tramwaj Satra III dostarczono do Sarajewa wraz z drugą Satrą II w 2004 r.

## Modernizacja
Tramwaj Satra III konstrukcyjnie wywodzi się od przeprowadzanych wcześniej modernizacji, w wyniku których powstały brneńskie tramwaje Tatra K3R-N. Największą zmianą jest montaż środkowego członu niskopodłogowego pomiędzy dwoma starymi członami wysokopodłogowymi. Skrajne człony poddano gruntownemu remontowi, a środkowy człon wyprodukowano w zakładzie Pars nova. W jego drzwiach zamontowano rampę dla wózków. Zmieniono także wygląd zewnętrzny przodu oraz tyłu tramwaju poprzez montaż nowych czół projektu Patrika Kotasa. Plastikowe siedzenia zastąpiono tapicerowanymi, wstawiono okna z uchylnymi lufcikami, wymieniono drzwi harmonijkowe na dwupłatowe odskokowe. Nowością jest także system informacji głosowej i wizualnej. Zmodernizowano także kabinę motorniczego (nowy fotel, modernizacja pulpitu, montaż klimatyzacji), nożny nastawnik jazdy zastąpił dżojstik.
Odnowiono wózki, na dachu umieszczono połówkowy pantograf. Siniki prądu stałego zamieniono na asynchroniczne, przy czym osie skrajnych wózków są napędowe, a środkowych toczne. Wyposażenie elektryczne ČKD UA12 zastąpiono nowym firmy Siemens.

## Dostawy
| Państwo              | Miasto         | Typ            | Lata modernizacji | Liczba |       |
| -------------------- | -------------- | -------------- | ----------------- | ------ | ----- |
| Bośnia i Hercegowina | Sarajewo       | Satra III      | 2004–2009         | 12     | [ 5 ] |
| Łączna liczba:       | Łączna liczba: | Łączna liczba: | Łączna liczba:    | 12     |       |

Prototyp tramwaju Satra III powstał w wyniku modernizacji brneńskiego tramwaju K2 nr 1104 w warsztatach firmy Pars nova w 2004 r. Tramwaj zaprezentowano na Międzynarodowych Targach Inżynieryjnych w Brnie we wrześniu 2004 r., w Sarajewie otrzymał on nr 601. Podobnie jak w przypadku tramwaju Satra II modernizacja innych pojazdów odbywała się już w warsztatach przewoźnika w Sarajewie z wykorzystaniem gotowych części (w tym nowego środkowego członu) od firm Pars nova i Siemens. Modernizowane były sarajewskie tramwaje K2.